# Sam Giammalva
Sam Giammalva Sr. (Houston, 1º agosto 1934) è un ex tennista statunitense.

## Biografia
Nato e cresciuto in Texas, ha frequentato l'università del Texas ad Austin raggiungendo una finale NCAA nel 1957. Ha avuto due figli anch'essi tennisti: Tony e Sammy.

## Carriera
Negli Slam ha raggiunto i quarti di finale a New York nel 1955, sconfitto da Lew Hoad, mentre nel doppio è arrivato alla finale degli U.S. National Championships 1958 insieme a Barry MacKay.
Sempre negli anni 1950 ha raggiunto due finali a Cincinnati e una agli U.S. Men's Clay Court Championships, ha fatto parte della squadra statunitense di Coppa Davis ottenendo sette successi in dieci incontri e conquistando la coppa nell'edizione del 1958.

## Finali del Grande Slam

### Doppio

#### Finali perse (1)
| Anno | Torneo                       | Compagno     | Avversari in finale        | Risultato          |
| 1958 | U.S. Championships, New York | Barry MacKay | Alex Olmedo Ham Richardson | 6–3, 3–6, 4–6, 4–6 |